# Scheide Library
La Scheide Library (bibliothèque Scheide) est une bibliothèque privée, maintenant partie permanente du département des livres rares et des collections spéciales de la bibliothèque universitaire de Princeton. Elle est logée au sein de la Harvey S. Firestone Memorial Library sur le campus de l'université de Princeton.
En 2015, après la mort de William Scheide, la bibliothèque est donnée à l'université et fait partie de la collection permanente. C'est le plus important don de l'histoire de l'université.
La bibliothèque Scheide est l'une des plus belles collections de livres et de manuscrits rares de l'hémisphère occidental. C'est la seule bibliothèque en dehors de l'Europe à posséder les quatre premières bibles imprimées : la Bible de Gutenberg, la Bible de 1460 (ou Mentelin), la Bible de 36 lignes (c.1450–1455) et la Bible de 1462. Parmi les autres possessions remarquables : des manuscrits d'Abraham Lincoln, Jean-Sébastien Bach, Wolfgang Amadeus Mozart et Ludwig van Beethoven, une copie de la Déclaration d'indépendance des États-Unis et les premières éditions de Shakespeare et Milton. La bibliothèque contient également des collections importantes de manuscrits médiévaux et d'incunables, des livres imprimés sur les voyages et l'exploration et des Americana.
La bibliothèque de Scheide a été assemblée par trois générations de collectionneurs, d'abord William T. Scheide, puis son fils, John H. Scheide et son petit-fils, William H. Scheide, qui a fondé le Bach Aria Group, crédité de l'intérêt renouvelé pour les cantates de Bach.